# Faridpur (nagar panchayat)
Faridpur è una suddivisione dell'India, classificata come nagar panchayat, di 6.753 abitanti, situata nel distretto di Bareilly, nello stato federato dell'Uttar Pradesh. 